# یان گاربارک
یان گاربارک (به نروژی: Jan Garbarek) (زادهٔ ۴ مارس ۱۹۴۷) نوازندهٔ ساکسوفون تنور و سوپرانو اهل کشور نروژ است که در زمینه موسیقی جَز، کلاسیک و تلفیق جَز با موسیقی ملل مختلف فعالیت می‌کند. سبک شخصی گاربارک بر بداهه‌نوازی و احساس تکیه دارد و هویت منحصربه‌فرد موسیقی او متمایز از جز مرسوم آمریکایی است. سبک نوازندگی او دارای لحنی بُرنده و طولانی، همراه با نوت‌های پایدار، در کنار استفادهٔ سخاوتمندانه از سکوت است. گاربارک با موسیقی‌دان‌ها و نوازندگانی از فرهنگ‌ها و زمینه‌های مختلف (ال. شانکار، ترلوک گرتو، انور براهم، و…) تا موسیقی سنتی سرزمین خود (اگنس بوین گارنس، ماری بوینه پرشن و…) همکاری داشته و این دیالوگ‌ها به موسیقی بدون کلام عصر خود کمک کرده‌است.
کارهای یان گاربارک یکی از نشان‌های انتشارات موسیقی ئی‌سی‌ام رکوردز به‌شمار می‌آید و تقریباً همهٔ آثار ضبط‌شدهٔ او توسط ئی‌سی‌ام منتشر شده‌است.

## زندگی‌نامه
یان گاربارک در میسن شهر کوچکی در چند کیلومتری شرق اسلو به دنیا آمد. پدر او یک زندانی لهستانی بود که در جریان جنگ جهانی دوم توسط نازی‌ها به نروژ تبعید شده و در آن‌جا با دختر یک کشاورز نروژی ازدواج کرده بود. یان تنها فرزند این خانواده بود و تا زمان عزیمت به اسلو، در یک اردوگاه پناهندگان جنگ در میسن زندگی می‌کرد. گاربارک در جوانی وارد دانشگاه اسلو شد و در آن‌جا به آموختن لهستانی، فلسفه و روان‌شناسی پرداخت. او همچنین قصد داشت به مطالعه عربی و سانسکریت بپردازد، اما گسترش فعالیت‌های موسیقایی او مانع این کار شد. در سن ۲۱ سالگی ازدواج کرد و به‌طور کامل به اسلو نقل مکان نمود. در سال ۱۹۷۰ دختر او آنیا گاربارک به دنیا آمد. دختری که بعدها به یک خوانندهٔ سبک‌های جز، الکترونیک و تریپ هاپ بدل شد.

## کار موسیقایی

### آغاز
یان گاربارک نخستین بار در سنین نوجوانی و پس از شنیدن یک قطعهٔ ساکسوفون اثر جان کولترین از رادیو به یادگیری این ساز علاقه‌مند شد. پس از یک دورهٔ کوتاه تمرین، او در سال ۱۹۶۲ (پانزده سالگی) در یک دوره مسابقهٔ جز آماتور نروژ شرکت نمود و موفق به دریافت هر دو جایزه در بخش تک‌نوازی و ارکستر گردید. گاربارک پس از آن مسابقات حرفهٔ موسیقی را جدی‌تر دنبال نمود. این فعالیت با نوازندگی در یک کوارتت آماتور شروع شد و با همراهی کارین کروگ یکی از خوانندگان برجستهٔ جَز نروژ در سال ۱۹۶۳ ادامه پیدا کرد. از سال ۱۹۶۴ گروه چهارنفرهٔ خود را با همراهی نوازندگان حرفه‌ای تشکیل داد. گاربارک که به شدت تحت تأثیر موسیقی جان کولترین قرار داشت، از پیشگامان موسیقی جَز آزاد مانند آلبرت آیلر، دان چری و جرج راسل نیز الهام می‌گرفت. در سال ۱۹۶۵ گاربارک در حاشیهٔ جشنواره بین‌المللی جز مولده جرج راسل آهنگساز جز آمریکایی را ملاقات نمود. این دیدار زمینه‌ساز آغاز یک همکاری میان آن‌ها بود که تا سال ۱۹۷۱ به طول انجامید و به ضبط ۶ آلبوم (از جمله آلبوم استودیویی «سونات الکترونیکی برای ارواح معشوق طبیعت») منجر شد.
از سال ۱۹۶۵ گاربارک به‌طور پیوسته در جشنواره‌های جز نروژ حضور داشت. سال بعد او برای نخستین بار به همراه کارین کروگ در جشنواره‌های خارجی در ورشو و پراگ شرکت نمود. راه‌آورد این سفر انتشار دو آلبوم پرآهنگ مجمع جاز ۱۹۶۶ (ورشو) و لحظه‌های جز بود. گاربارک در سال ۱۹۶۷ از دبیرستان فارغ‌التحصیل شد و به مطالعه لهستانی در دانشگاه اسلو مشغول شد، اما موسیقی به تدریج تمام وقت او را به خود اختصاص می‌داد. در پاییز همان سال گروه سه‌نفره‌ای را با آریلد اندرسن نوازندهٔ کنترباس و یان کریستنسن نوازندهٔ درام تشکیل داد. این سه نوازنده بعدها نقش پررنگی در شکل‌گیری جز مدرن نروژ بازی نمودند. نخستین صفحهٔ گروه گاربارک با نام تیل ویگدیس (۱۹۶۷) منتشر گردید. در ۱۹۶۸ جایزهٔ سالانهٔ انجمن جز نروژ به نام بادی‌پریسن به گاربارک اختصاص پیدا کرد. او تا آن هنگام جوان‌ترین دریافت‌کنندهٔ این جایزه بود.
در سال‌های پایانی دههٔ ۱۹۶۰ هم‌کاری گاربارک در پروژه‌های گوناگون ادامه یافت. فعالیت در گروه بزرگ دانشگاه و یک گروه نروژی با همراهی تورلایف استرنگ و هلگ هوروم، چندین کارگاه آموزشی در شمال اروپا، پروژهای گوناگون گروه بین‌المللی جرج راسل (۱۹۷۱−۱۹۶۶)، و همچنین اجرای برنامهٔ جز و شعرخوانی با همراهی یان اریک ولد شاعر نروژی از جمله کارهای گاربارک در این دوره بود. گروه سه‌نفرهٔ گاربارک در سال ۱۹۶۹ با پیوستن تاریا ریپدال به کوارتت تبدیل شد و آلبوم مدار سری را همین سال منتشر کرد. یک سال بعد نخستین همکاری گاربارک با شرکت انتشارات موسیقی ئی‌سی‌ام رقم خورد و گروه او آلبوم افریک پپربرد (۱۹۷۰) را از طریق این شرکت پخش نمود. در سال ۱۹۷۰ گروه گاربارک با پیوستن بوبو استنسون پیانیست سوئدی تقویت شد و حاصل این همکاری پنج‌نفره انتشار صفحهٔ سارت (۱۹۷۱) بود.

### دههٔ ۱۹۷۰
گاربارک که در ابتدا از شیفتگان آلبرت آیلر و پیتر برتزمان بود، در اوایل دههٔ ۱۹۷۰ با تغییر رویکرد از جز آزاد و جز آوانگارد، به لحن آهنگین کنترل‌شده‌تری در سبک نوازندگی خود دست پیدا کرد. او در سال‌های ۷۳−۱۹۷۲ گروه سه‌نفره‌ای متشکل از آریلد اندرسون و یک درامر فنلاندی به نام ادوارد وسالا را رهبری نمود و آلبوم تریپتیکان (۱۹۷۳) را منتشر کرد. پس از آن با کوارتتی متشکل از بوبو استنسون، یان کریستنسن و یک نوازندهٔ باس سوئدی به نام پال دنیلسون به کار پرداخت و دو آلبوم ویچی-تای-تو و رقص را منتشر کرد.
در این سال‌ها گاربارک از طریق کار با کیت جارت پیانیست آمریکایی (انتشار ۶ صفحهٔ موسیقی در فاصلهٔ سال‌های ۷۹−۱۹۷۴) و رالف تاونر گیتاریست آمریکایی (انتشار ۳ صفحهٔ موسیقی در فاصلهٔ سال‌های ۷۷−۱۹۷۴) دورهٔ درخشانی را سپری نمود. به‌ویژه همکاری او با گروه اروپایی چهارنفرهٔ کیت جارت باعث شناخته شدن بیشتر او شد. دست‌آورد این همکاری انتشار آلبوم‌های متعلقات (۱۹۷۴)، آهنگ من (۱۹۷۷)، اجراهای زندهٔ کوهستان شخصی (۱۹۷۹) و مورچه‌های برهنه (۱۹۷۹) بود. او همچنین به عنوان تک‌نواز در اجراهای ارکسترال جارت در آلبوم‌های لیمینیسنس (۱۹۷۴) و آربور زینا (۱۹۷۵) حضور یافت. در کنار این فعالیت‌ها، گاربارک در اواخر دههٔ ۱۹۷۰ کار با جان تیلور پیانیست انگلیسی، بیل کانرز گیتاریست آمریکایی، و چند هنرمند دیگر را تجربه کرد و دو آلبوم مکان‌ها (۱۹۷۷) و عکس با آسمان آبی، ابر سفید، سیم‌ها، پنجره‌ها و یک سقف قرمز (۱۹۷۸) حاصل این همکاری‌ها بود. در سال ۱۹۷۸ جایزهٔ ویژهٔ مراسم سالانهٔ اسپلمان‌پریسن در نروژ به گاربارک تعلق گرفت. سال ۱۹۷۹ کار با اگبرتو گیزمونتی گیتاریست برزیلی و چارلی هیدن بیسیست آمریکایی را تجربه کرد و آلبوم‌های مجیکو و آهنگ‌های محلی را با کمک آن‌ها منتشر نمود.
گاربارک در مقام آهنگسازی به استفاده از ملودی‌های بومی و فولکلور اسکاندیناوی به شدت تمایل نشان داده‌است. او همچنین یکی از پیشگامان موسیقی تلفیقی «امبینت جز» محسوب می‌شود. به ویژه در آلبوم دیس (۱۹۷۶) که با همکاری مشترک رالف تاونر گیتاریست آمریکایی ضبط گردید و صدای متمایزساز چنگ بادی در برخی از قطعات آن شنیده می‌شد. این رویکرد که نظریه‌های سنتی بداهه‌نوازی موضوعی را رد می‌کرد، با نقدهای متفاوتی روبه‌رو شد. آثار پیچیده‌تر گاربارک معمولاً با عنوان موسیقی عصر نو برچسب می‌خورند، سبکی که عموماً توسط موسیقی‌دان‌ها و شنوندگان سنتی موسیقی جاز کوچک شمرده می‌شود. تجربهٔ دیگر او تنظیم موسیقی برای یک مجموعه شعر از اولاف هوگ شاعر نروژی بود که با تک‌نوازی ساکسوفون و همراهی یک گروه مختلط هم‌سُرایان انجام گرفت. این همکاری به اجرای قابل توجهی با «گرکس وکالیز» گروه آواز نروژی منجر گردید، اگرچه این اجرا تاکنون ضبط نشده‌است.

### دههٔ ۱۹۸۰ تاکنون
از سال ۱۹۸۱ گاربارک در کوارتت بین‌المللی خود به فعالیت ادامه داد. در این دوره ابرهارد وبر بیسیست آلمانی از اعضای ثابت کوارتت بود و بیل فریسل و دیوید تورن (گیتار)، راینر برونینگ هاوس (کیبورد)، مایکل دی پاسکوا (ساز کوبه‌ای)، مرلین مازور، نانا وسکونسلوس و مانو کاچه هنرمندان دیگری بودند که با کوارتت گاربارک به هم‌کاری پرداختند.
در سال‌های دههٔ ۱۹۸۰ گاربارک شروع به ترکیب موسیقی خود با سینت سایزر نمود و از عناصر موسیقی تلفیقی نواحی مختلف جهان (ورلد میوزیک) در کارهای خود بهره برد. او در این راه با موسیقی‌دان‌های برزیلی (اگبرتو گیزمونتی و نانا وسکونسلوس)، هندی (ال. شانکار، ذاکر حسین، پندت هریپرساد چوراسیا و ترلوک گرتو)، پاکستانی (استاد شوکت حسین و استاد فاتح علی خان)، تونسی (انور براهم)، یونانی (النی کاریندرو) و نروژی (اگنس بوین گارنس و ماری بوینه پرشن) همکاری کرد.
در سال ۱۹۹۴ آلبوم آفیسیم با همکاری مشترک گاربارک و اعضای اولیه گروه هیلیارد منتشر گردید و به یکی از پرفروش‌ترین آلبوم‌های شرکت ئی‌سی‌ام تبدیل شد. این آلبوم در چند کشور اروپایی به جدول موسیقی پاپ (عامه‌پسند) نیز راه پیدا کرد. در سال ۱۹۹۹ آلبوم دنبالهٔ آفیسیم با نام نموسینه و در سال ۲۰۱۰ دنبالهٔ سوم آن با نام آفیسیم نووم منتشر گردید. در این میانه آلبوم در ستایش رؤیاها در سال ۲۰۰۵ نامزد دریافت جایزه گرمی شد. در سال ۱۹۹۹ نشان شوالیه درجهٔ ۱ نظام سلطنتی نروژ به گاربارک اعطا گردید.
طی چند دهه فعالیت هنری یان گاربارک ساکسوفون تنور ساز اصلی او بوده‌است. او در این دهه‌ها تأثیر شگرفی بر موسیقی جز نروژ و شمال اروپا به جا گذاشته‌است و نشانه‌های این تأثیر در اجرای ساکسوفون نوازان جوان نروژ قابل شنیدن است.

## کارهای دیگر
گاربارک تجربیاتی نیز در زمینهٔ موسیقی تئاتر، فیلم و باله داشته‌است. ساخت موسیقی برای نمایشنامه‌های رؤیای شب نیمه تابستان اثر ویلیام شکسپیر، پیر گینت و براند اثر هنریک ایبسن، و وایزک اثر گئورگ بوشنر، ساخت موسیقی متن فیلم برای آنیا براین کارگردان نروژی، ساخت موسیقی باله برای کارهای شرستی آلوبرگ رقصنده و طراح رقص نروژی، و ساخت قطعاتی برای تلویزیون نروژ از آن جمله است.

## آلبوم‌شناسی
تا کنون ۳۰ آلبوم با نام یان گاربارک منتشر شده که بیشتر آن‌ها از طریق شرکت آلمانی ئی‌سی‌ام روانهٔ بازار شده‌اند. گاربارک در بیش از ۴۰ آلبوم نیز به عنوان نوازندهٔ همراه (به انگلیسی: Sideman) حضور داشته‌است. فهرست آلبوم‌هایی که به نام یان گاربارک منتشر شده، به قرار زیر است.

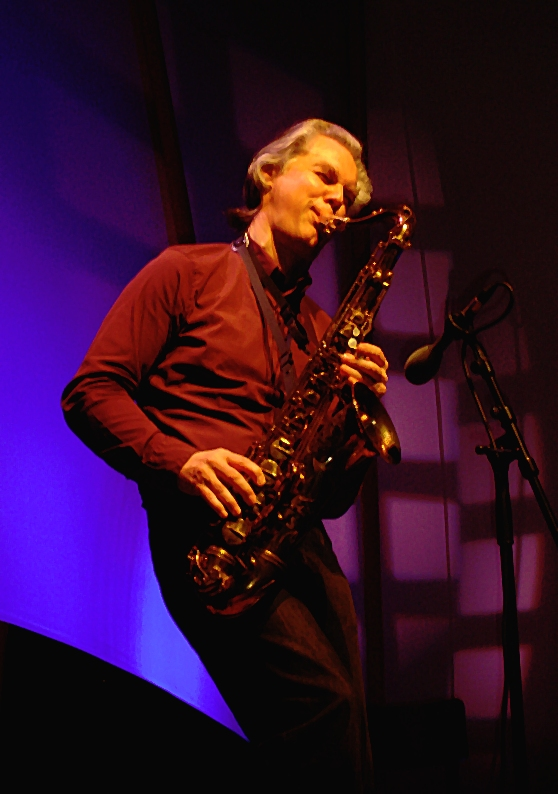
گاربارک در یک اجرای زنده

| - ۱۹۶۹: Esoteric Circle - ۱۹۷۰: Afric Pepperbird - ۱۹۷۱: Sart (با «تاریا ریپدال») - ۱۹۷۲: Triptykon - ۱۹۷۳: Witchi-Tai-To (با «بوبو استنسون») - ۱۹۷۵: Dansere (با «بوبو استنسون») - ۱۹۷۶: Dis (با «رالف تاونر») - ۱۹۷۷: Places - ۱۹۷۸: ...Photo with (با «بیل کانرز») - ۱۹۷۹: Aftenland (با «شِل یانسن») - ۱۹۷۹: Magico - ۱۹۷۹: Folk Songs - ۱۹۸۰: Eventyr (با «جان ابرکرومبی» و «نانا وسکونسلوس») - ۱۹۸۱: Paths, Prints (با «بیل فریسل») - ۱۹۸۳: Wayfarer (با «بیل فریسل» و «ابرهارد وبر») | - ۱۹۸۵: It's OK to Listen to the Gray Voice (با «دیوید تورن») - ۱۹۸۶: All those Born with Wings - ۱۹۸۸: Legend of the Seven Dreams (با «راینر برونینگ هاوس») - ۱۹۹۰: I Took up the Runes - ۱۹۹۱: StAR (با «میروسلاو ویتوش») - ۱۹۹۲: Ragas and Sagas (با «فاتح علی خان») - ۱۹۹۲: Twelve Moons - ۱۹۹۲: Madar (با «انور براهم» و «شوکت حسین») - ۱۹۹۳: Officium (با «گروه هیلیارد») - ۱۹۹۶: Visible World - ۱۹۹۸: Rites - ۱۹۹۹: Mnemosyne (با «گروه هیلیارد») - ۲۰۰۳: In Praise of Dreams - ۲۰۰۹: Dresden (آلبوم اجرای زنده) - ۲۰۱۰: Officium Novum (با «گروه هیلیارد») |

## یادکرد منابع
1. 1 2 3 4 5 6  "Jan Garbarek" (به نروژی). دانش‌نامه/زندگی‌نامه نروژٰیان. Archived from the original on 14 اكتبر 2012. Retrieved 20 March 2014. {{cite web}}: Check date values in: |تاریخ بایگانی= (help)نگهداری یادکرد:ربات:وضعیت نامعلوم پیوند اصلی (link)
2. ↑  مشارکت‌کنندگان ویکی‌پدیا. «Jan Garbarek». در دانشنامهٔ ویکی‌پدیای فرانسوی، بازبینی‌شده در ۲۱ مارس ۲۰۱۴.
3. ↑  Tucker (1999).  (به انگلیسی). p. ۱۰۰. {{cite book}}: Missing or empty |title= (help)
4. ↑  Tucker (1999).  (به انگلیسی). p. ۹۸. {{cite book}}: Missing or empty |title= (help)
5. ↑  "Jan Garbarek Trio & Quartet – Til Vigdis" (به نروژی). NRK. Retrieved 22 March 2014.
6. ↑  "Buddy-prisen" (به نروژی). دائرةالمعارف بزرگ نروژ. Retrieved 22 March 2014.
7. ↑  "Keith Jarrett Discography" (به انگلیسی). Jazz Discography Project. Retrieved 20 March 2014.
8. ↑  «Spellemannprisen». دائرةالمعارف نروژی. دریافت‌شده در ۲۴ مارس ۲۰۱۴.